# Space Quest III: The Pirates of Pestulon
Space Quest III: The Pirates of Pestulon è un'avventura grafica sviluppata da Mark Crowe e Scott Murphy per la Sierra On-Line. Il videogioco fu commercializzato nel 1989 per sistemi Amiga, Atari ST, MS-DOS e Mac OS. Vohaul's Revenge fa parte della serie Space Quest.

## Trama
Rimasto nel suo sonno criogenico all'interno della capsula di salvataggio proprio durante l'epilogo del gioco precedente, Roger si risveglia quando la capsula viene prelevata da una nave mercantile di rifiuti automatizzata. Trovando un'astronave abbandonata tra i rifiuti, Roger decide di riparare l'Aluminium Mallard (questo il nome dato al relitto) e lasciare la chiatta.
Lungo la strada visita vari luoghi, tra cui un fast food chiamato Monolith Burger e un pianeta deserto chiamato Phleebhut, nel quale viene perseguitato da Arnoid the Annihilator (chiaramente simile al Terminator originale di Arnold Schwarzenegger) perché non aveva pagato un fischio acquistato in Space Quest II. Dalle informazioni raccolte, Roger scopre infine le attività di una società videoludica chiamata ScumSoft, gestita da dei pirati e il cui amministratore delegato Elmo Pug ha rapito due uomini da Andromeda che costringe a progettare giochi orribili; ScumSoft si trova a Pestulon, una piccola luna del pianeta vulcanico Ortega ricoperta da una vegetazione morbida e assomigliante al muschio, e punteggiata da una vegetazione contorta simile ad alberi.
Intrufolatosi nell'ingresso della ScumSoft (omaggio all'ingresso segreto del generatore di scudi ne Il ritorno dello Jedi), Roger raggiunge i due programmatori, ma viene scoperto ed è costretto a sfidare Pug in una lotta tra robot giganti. Battuto l'antagonista di turno, Roger scappa con i due programmatori e nella fuga abbatte diverse astronavi della ScumSoft; il trio vede però che il motore a curvatura è rotto, e dopo averci armeggiato finiscono in una dimensione parallela, dato che non è stato avviato alcun corso di curvatura. Nell'epilogo, i tre vedono di essere atterrati sulla Terra, e Roger consegna i due programmatori da Ken Williams, presidente della Sierra On-line, prima di lasciare il pianeta dopo essere stato rifiutato per un lavoro da spazzino.